# Алисово (Оренбургская область)
Алисово — село в Переволоцком районе Оренбургской области. Входит в состав Степановского сельсовета.

## География
Село находится на расстоянии 52 км к северо-востоку от посёлка Переволоцкий, административного центра района.

### Часовой пояс
Село Алисово, как и вся Оренбургская область, находится в часовой зоне МСК+2. Смещение применяемого времени относительно UTC составляет +5:00.

## История
Село основано в 1895 году немецкими переселенцами из Молочанских колоний. Названо в честь императрицы Александры Фёдоровны (урождённой Алисы Гессенской).

## Население
| 1900 | 1917 | 1920 | 1926 | 1930 | 1976 | 2002 |
| ---- | ---- | ---- | ---- | ---- | ---- | ---- |
| 126  | ↗312 | ↘214 | ↘175 | ↗180 | ↗226 | ↗276 |
| 2010 |      |      |      |      |      |      |
| ↘221 |      |      |      |      |      |      |

### Национальный состав
По данным Всероссийской переписи населения 2010 года:
| № | Национальность | Численность, чел. | Доля |
| - | -------------- | ----------------- | ---- |
| 1 | русские        | 91                | 41 % |
| 2 | татары         | 39                | 17 % |
| 3 | немцы          | 11                | 5%   |
| 4 | башкиры        | 59                | 27%  |
| 5 | мордва         | 4                 | 2%   |
| 6 | молдаване      | 6                 | 3 %  |
| 7 | казахи         | 7                 | 3%   |
| 8 | узбеки         | 4                 | 2 %  |

## Улицы
В селе имеются две улицы: Полевая и Союзная.

## Инфраструктура
Личное и коллективное подсобное хозяйство.